# Buick Model 7
La Model 7 è un'autovettura di lusso prodotta dalla Buick nel 1909.

## Storia
La Model 7 era dotata di un motore a quattro cilindri in linea da 5.506 cm³ di cilindrata che erogava 40 CV di potenza. Il propulsore era anteriore, mentre la trazione era posteriore. Il moto alle ruote posteriori era trasmesso tramite una catena. Il cambio era a tre rapporti.
Era disponibile solo con carrozzeria torpedo. Venne assemblata in 85 esemplari.